# Modalidade de gênero
Modalidade de gênero ou alinhamento de gênero é um termo usado para descrever quando o sexo designado no nascer de alguém corresponde, ou não, a sua identidade de gênero atual. Às vezes, isso inclui expressão de gênero. As duas modalidades de gênero notáveis são cisgênero e transgênero. A pessoa pode ser genderqueer, termo que é frequentemente usado como um termo guarda-chuva para identidades não cisnormativas.
Outras modalidades de gênero, além da cis e trans, são conhecidas, como ipso e isogênero ou metagênero. Transgênero, como termo geral, pode abranger até mesmo experiências de variância de gênero, em que um ser só por ser butch, andrógino ou efeminado já seria enquadrado como trans, mesmo se identificando com seu gênero natal. Um estudo divulgado por The Trevor Project revela que apenas metade das pessoas não-binárias se consideram trans. Pessoas intersexo também podem se considerar intergênero ou reivindicarem outras modalidades específicas, além de cis e trans, como ultergênero e ipsogênero, mesmo quando binárias de gênero.